# Северолондонское дерби

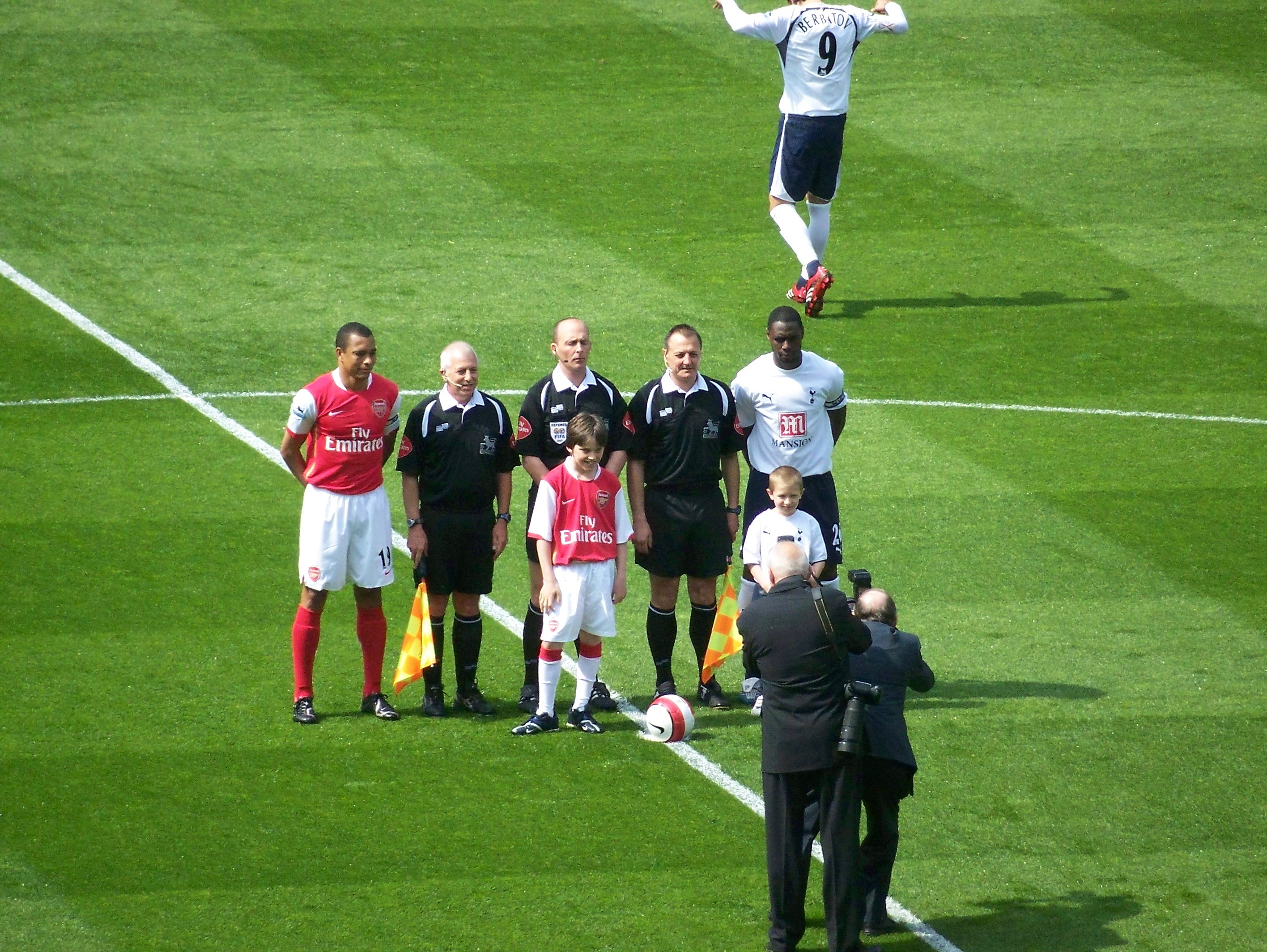
Северолондонское дерби 21 апреля 2007 года

Северолондонское дерби (англ. North London derby) — название футбольного дерби между командами северной части Лондона: «Арсеналом» и «Тоттенхэм Хотспур».

## История
Первая встреча между этими командами состоялась 19 ноября 1887 года и она носила товарищеский характер. Матч не был доигран до конца из-за темноты. Встреча была остановлена за 15 минут до конца. В этом матче «Тоттенхэм Хотспур» выигрывал со счётом 2:1. Первый матч между этими командами в Первом дивизионе состоялся 4 декабря 1909 года. «Арсенал» победил со счётом 1:0.
Тем не менее, настоящее соперничество между этими командами не начиналось до 1913 года, когда «Арсенал» переехал на новый стадион в четырёх милях от «Уайт Харт Лейн», после чего клубы стали ближайшими соседями, и, таким образом, началось настоящее соперничество.
Соперничество обострилось в 1919 году, когда после Первой мировой войны Первый дивизион был расширен на две команды.

## Болельщики
Среди поклонников обеих команд большое количество различных наций. Согласно отчёту 2002 года, у «Арсенала» было 7,7 % поклонников небелого оттенка кожи. Это был самый высокий показатель в лиге того времени. У обоих клубов также есть большое количество болельщиков за пределами Великобритании. Поклонники «Арсенала» называют себя «канонирами» (англ. Gooners). Это связано с тем, что футбольный клуб был основан как фабричная команда завода боеприпасов.
Поклонники «шпор» называют себя «евреи» (англ. Yids) — ссылка на факт, что из-за большого количества евреев среди болельщиков, поклонники других клубов в 1970-х и 1980-х скандировали антиеврейские лозунги в адрес поклонников «шпор».

## Статистика встреч между клубами
По состоянию на 6 декабря 2020; учтены игры, начиная c 1909 года.
|                   | Всего матчей | Победы «Арсенала» | Ничьи | Победы «Тоттенхэма» | Голы «Арсенала» | Голы «Тоттенхэма» |
| ----------------- | ------------ | ----------------- | ----- | ------------------- | --------------- | ----------------- |
| Лига              | 167          | 66                | 47    | 54                  | 255             | 226               |
| Кубок Англии      | 6            | 4                 | 0     | 2                   | 9               | 5                 |
| Кубок лиги        | 15           | 7                 | 3     | 4                   | 21              | 19                |
| Суперкубок Англии | 1            | 0                 | 1     | 0                   | 0               | 0                 |
| Итого             | 188          | 77                | 51    | 60                  | 285             | 250               |

## Сравнение достижений двух клубов
| Национальное соревнование     | Арсенал | Тоттенхэм |
| ----------------------------- | ------- | --------- |
| Первый дивизион/ Премьер лига | 13      | 2         |
| Кубок Англии                  | 13      | 8         |
| Кубок Футбольной лиги         | 2       | 4         |
| Всего                         | 28      | 14        |

| Европейские соревнования      | Арсенал | Тоттенхэм |
| ----------------------------- | ------- | --------- |
| Кубок обладателей кубков УЕФА | 1       | 1         |
| Кубок УЕФА                    | 0       | 2         |
| Кубок ярмарок                 | 1       | 0         |
| Всего                         | 2       | 3         |